# Nomada klamathensis
Nomada klamathensis là một loài Hymenoptera trong họ Apidae. Loài này được Fox mô tả khoa học năm 1926.